# Leufroyia concinna
Leufroyia concinna is een slakkensoort uit de familie van de Raphitomidae.
De wetenschappelijke naam van de soort is voor het eerst geldig gepubliceerd in 1836 door Scacchi.